# NGC 7138
NGC 7138 ist eine Balken-Spiralgalaxie vom Hubble-Typ SBa im Sternbild Pegasus am Nordsternhimmel. Sie ist schätzungsweise 384 Millionen Lichtjahre von der Milchstraße entfernt.
Das Objekt wurde am 3. August 1864 von Albert Marth entdeckt.